# Nahverkehr in Gießen

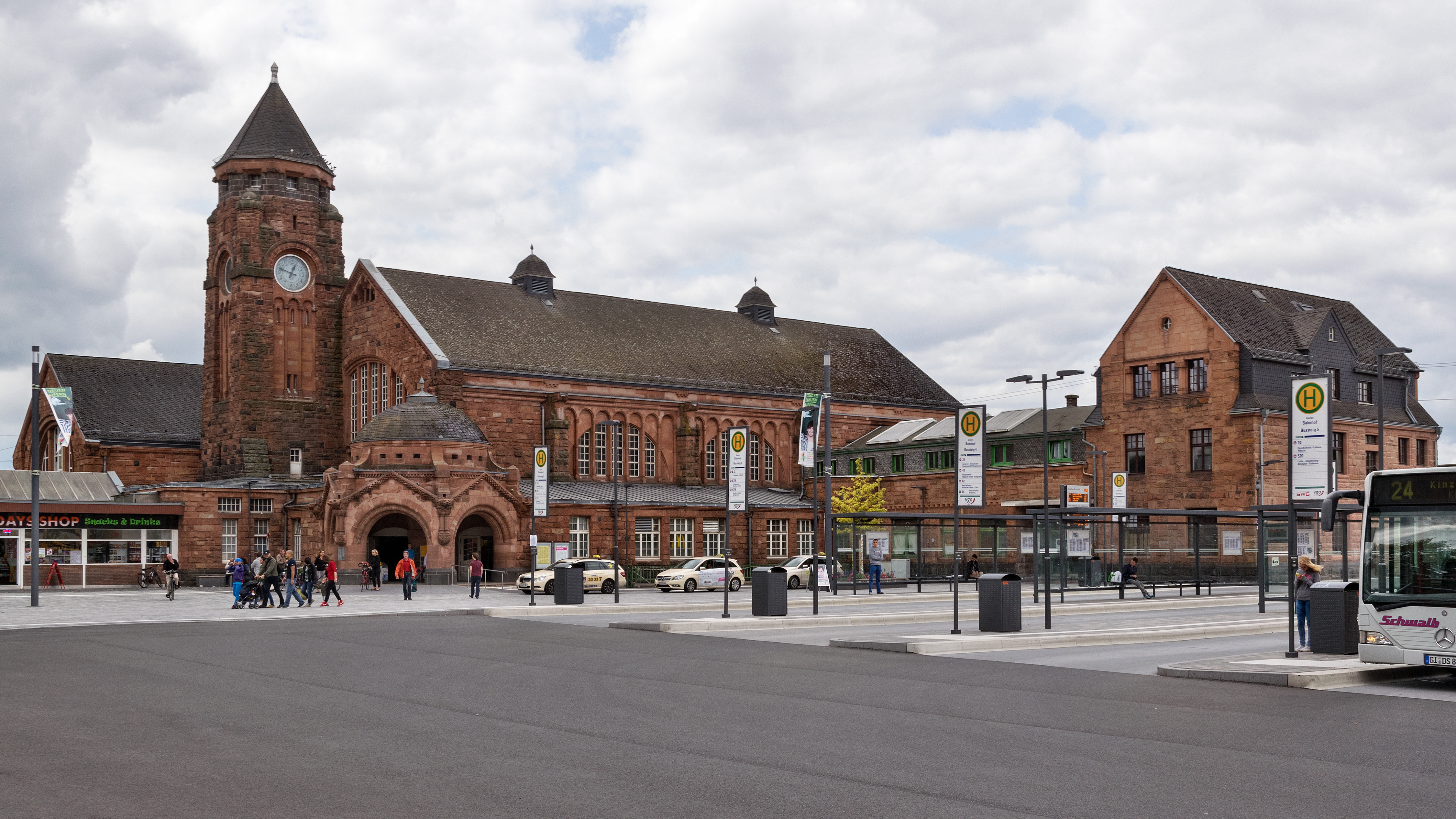
Der Bahnhof Gießen, Knotenpunkt des städtischen Nahverkehrs, mit vorgelagertem Busbahnhof

Die mittelhessische Stadt Gießen verfügt über eine lange Verkehrsgeschichte. Dies betrifft einerseits den Fernverkehr, denn Gießen lag an alten Handelsstraßen, ist sehr umfangreich mit Autobahnen ausgestattet, spielte (früher mehr als heute) eine wichtige Rolle als Bahnknotenpunkt und besitzt einen architektonisch (Jugendstil) und hinsichtlich der Bauform (Keilbahnhof) sehr interessanten Bahnhof. Doch auch der Nahverkehr in der Stadt und ihrer unmittelbaren Umgebung, heute ein einfacher Omnibusbetrieb, hat eine bewegte Vorgeschichte: Gießen besaß zuvor Pferdeomnibusse, elektrische Straßenbahnen, Oberleitungsbusse und eine schmalspurige Kleinbahn.

## Geschichte

### Pferdeomnibus (1894–1909)
Gießen besitzt seit 1850 einen Eisenbahnanschluss. Der erste Haltepunkt an der Main-Weser-Bahn lag unmittelbar vor dem Neustädter Tor, am ehemaligen (heute unter einem Einkaufszentrum begrabenen) Oswaldsgarten. Schon vier Jahre später wurde der Bahnhof an seinen heutigen Standort südlich des Stadtzentrums verlegt. Die Verbindung zwischen Stadt und Bahnhof wurde damit zur ersten Aufgabe für den Gießener Nahverkehr.
1894 gründeten sich auf Betreiben der örtlichen Kaufleute die Gießener Omnibusgesellschaft zur Errichtung eines Pferdeomnibus-Betriebs. Man erwarb drei gebrauchte Fahrzeuge, in der Marburger Straße 34 entstand ein Verwaltungsgebäude und ein kleines Depot, das später in die Hausnummer 66 umzog. Am 1. August 1894 eröffneten die beiden Linien
- A: Bahnhof–Selterstor–Seltersweg–Marktplatz–Walltorstraße–Walltor–Marburger Straße (Depot)
- B: Bahnhof–Bahnhofstraße–Marktplatz–Neuen Bäue–Ludwigsplatz–Grünberger Straße (Alter Friedhof)

Die Haltestelle am Bahnhof lag direkt vor dem Haupteingang, wo sich heute ein Parkplatz befindet.
Ein Jahr später entstand noch eine Ausflugslinie, die fast ausschließlich sonntags fuhr:
- C: Marktplatz–Ludwigsplatz–Schiffenberger Weg–Schiffenberger Wald

Etwa 1896 kam noch eine Linie in die Nachbargemeinde Wieseck hinzu:
- D: Walltor (Linie A)–Marburger Straße–Wiesecker Weg–Wieseck

1908 beschloss die Stadtverordnetenversammlung den Bau einer elektrischen Straßenbahn, die den Omnibusverkehr ablösen sollte. Die Strecken wurden kurz darauf errichtet, und am 1. Dezember 1909 fand die Abschiedsfahrt der Pferdeomnibusse statt. Die Gesellschaft besaß zum Schluss 17 Pferde, vier offene und sechs geschlossene Omnibusse, die öffentlich versteigert wurden.

### Straßenbahn (1909–1953)
Am 20. November 1909 wurde die Gießener Straßenbahn feierlich eröffnet. Die beiden Linien entsprachen weitgehend den Omnibuslinien A und B, deren Haltestellen auch übernommen wurden:
- Grüne Linie: Bahnhof–Bahnhofstraße–Marktstraße–Marktplatz–Lindenplatz–Walltorstraße–Walltor–Marburger Straße–Friedhofsallee–Neuer Friedhof
- Rote Linie: Bahnhof–Bahnhofstraße–Liebigstraße–Frankfurter Straße–Selterstor–Seltersweg–Kreuzplatz–Mäusburg–Marktplatz–Schulstraße–Neuen Bäue–Berliner Platz–Ludwigsplatz–Grünberger Straße–Schützenhaus (Volkshalle bzw. Miller Hall)

Nur jede zweite Bahn fuhr zur Endstation, die übrigen endeten an der Ecke Wiesecker Weg (grün) und der Ecke Moltkestraße (rot).
Die Straßenbahn war normalspurig und verlief eingleisig mit Ausweichen. Das Stück zwischen Bahnhof und der Ecke Bahnhofstraße/Liebigstraße, das von beiden Linien genutzt wurde, war zweigleisig, ebenfalls alle Endstationen. Am Marktplatz gab es eine doppelte Kreuzungsweiche, die das problemlose Tauschen der Linienäste möglich machte. Beide Linien verkehrten im 7,5-Minuten-Takt. Das Depot der Straßenbahn stand an der Gabelsbergerstraße, wo sich gegenwärtig Verwaltungsgebäude und Omnibusdepot der Stadtwerke Gießen befinden. Es war über eine 400 Meter lange Betriebsstrecke durch Gabelsbergerstraße und Westanlage an die Strecke in der Bahnhofstraße angebunden.

#### Die Straßenbahn nach dem Ersten Weltkrieg
Zwischen dem 27. Oktober 1923 und dem 29. Juni 1924 war aus wirtschaftlichen Gründen (Inflation) und Kohlemangel im Elektrizitätswerk der Straßenbahnbetrieb eingestellt.
1927 wurde die rote Linie um 200 Meter verlängert, von der Volkshalle bis zur damaligen Artilleriekaserne (in Höhe des heutigen Sportzentrums).
1932 folgte die wichtigste Erweiterung seit der Eröffnung, der Anschluss der Gemeinde Wieseck (die bereits vom Pferdeomnibus bedient wurde und die sich seit 1925 mit eigenen Omnibussen behalf). Am 22. Dezember war der erste Betriebstag. Die beiden Linien tauschten ihre Streckenäste zwischen Bahnhof und Marktplatz:
- Grüne Linie: Bahnhof–Seltersweg–Marktplatz–Walltor–Marburger Straße/Wiesecker Weg; von dort führte ein Ast weiter zum Friedhof, der andere über Wiesecker Weg–Grabenstraße–Kornblumenstraße bis zum Lindenplatz in Wieseck.
- Rote Linie: Bahnhof–Bahnhofstraße–Marktplatz–Ludwigsplatz–Artilleriekaserne

Diese Erweiterung war das Maximum des Straßenbahnbetriebs.
Die Absicht der Stadt Gießen, im Zuge ihrer Bestrebungen das benachbarte Heuchelheim einzugemeinden und auch die Straßenbahn auf der Trasse der Biebertalbahn dorthin zu verlängern, scheiterte 1939 am Ausbruch des Zweiten Weltkriegs.

#### Kriegszerstörung, Wiederaufbau, endgültige Stilllegung und Entwicklung zur Gegenwart
Obwohl sie aufgrund der vielen Militäreinrichtungen im Zweiten Weltkrieg sehr hohe Fahrgastzahlen erreichte, begann damals der Niedergang der Gießener Straßenbahn.
Am 18. April 1941 wurde die erste Straßenbahnstrecke stillgelegt: der Abschnitt vom Bahnhof zum Marktplatz über die Haupteinkaufsstraße Seltersweg. Beide Linien nutzten deshalb vorübergehend die Bahnhofstraße. Das Ende der roten Linie folgte am 2. Juni desselben Jahres, als auch die Strecke vom Marktplatz zur Grünberger Straße eingestellt und durch Omnibusse ersetzt wurde.
Die neuen Buslinien erhielten Liniennummern, so auch die Straßenbahn der grünen Linie, die zur Linie 6 wurde, ab 1945 Linie 5. Jene Nummer trägt heute die nach Wieseck verkehrende Omnibuslinie.
Der verheerende Luftangriff am Nikolaustag 1944 bedeutete das vorläufige Ende des Nahverkehrs in Gießen. Schienen, Oberleitungen und Depot waren zerstört, der Stadtkern weitgehend ausgelöscht und mit Trümmern bedeckt.
Mit dem Einmarsch amerikanischer Truppen am 27. März 1945 begann der Wiederaufbau. Der Straßenbahnbetrieb zwischen der Walltorstraße und Wieseck wurde am 31. August wieder aufgenommen, die Strecke zwischen Bahnhof und Marktstraße am 1. Dezember. Die Strecke war rund um den Marktplatz aufgrund der Trümmerberge weiterhin unterbrochen, die Lücke konnte erst am 15. Februar 1947 geschlossen werden. Die Gleise wurden umfangreich erneuert und am Marktplatz 1951 völlig neu gebaut.
Trotz der hohen Investitionen wurde bereits ein Jahr später (21. Oktober 1952) die Straßenbahn zwischen Marktplatz und Friedhof bzw. Wieseck stillgelegt. Der Wiederaufbau der Straßenbahn, angesichts der schwierigen wirtschaftlichen Verhältnisse eine große Kraftanstrengung, war umsonst gewesen.
Auf dem letzten verbliebenen Streckenabschnitt zwischen Bahnhof, Bahnhofstraße und Marktplatz fuhren noch bis zum 31. März 1953 Straßenbahnen. Mit einer Abschiedsfahrt am 3. April endete die Geschichte der Gießener Straßenbahn.
Es wird über eine Wiedereinführung der Straßenbahn als Regiotram nachgedacht.
Seit dem Fahrplanwechsel 2020 fahren bereits die Regionalbahnlinien RB41 nach Marburg und RB45 nach Grünberg tagsüber im 30-Minuten-Takt.

#### Straßenbahnfahrzeuge in Gießen
Zu Beginn erwarb man zwölf zweiachsige Triebwagen von der Hannoverschen Waggonfabrik, in den folgenden zwei Jahren vier weitere. 1913 kamen vier Beiwagen hinzu.
1929 wurden, diesmal von der Waggonfabrik Wismar, sechs zweiachsige Motorwagen und ein weiterer Anhänger gekauft.
1941, nach Stilllegung der roten Linie, wurden alle sechs Beiwagen verkauft, vier zur Hanauer Straßenbahn AG und zwei nach Kattowitz. Von den 22 Triebwagen verkaufte man elf; sieben nach Dessau, zwei nach Bingen am Rhein und zwei 1944 nach Hanau. Ein weiterer Triebwagen wurde 1941 nach einem Unfall verschrottet.
Dem Angriff auf Gießen vom 6. Dezember 1944 fielen die Triebwagen 19 und 22 zum Opfer. Die anderen wurden nicht getroffen, weil sie über Nacht nicht im bahnhofsnahen und deshalb sehr gefährdeten Depot, sondern an der Endstation Neuer Friedhof abgestellt waren.
1949 wurden zwei KSW-Beiwagen bei der Waggonfabrik Uerdingen gekauft, die nur drei Jahre in der Stadt blieben und nach der Stilllegung der Wiesecker Linie zur Rheinbahn nach Düsseldorf verkauft wurden. Von dort gelangten sie zur Straßenbahn Frankfurt am Main, wo sie 1977 ausgemustert wurden. Die verbliebenen acht Triebwagen konnten nicht mehr weitergegeben werden und wurden ab September 1953 verschrottet.
Beiwagen Nr. 11 wurde 1977 von den Stadtwerken Gießen zurückgekauft und auf ihrem Betriebsgelände als Technisches Denkmal aufgestellt. Er gelangte 1998 nach Schwerte in ein Straßenbahnmuseum. Nach dessen Konkurs gelangte er durch Zwangsversteigerung wieder zur Rheinbahn nach Düsseldorf, zu deren Bestand er von 1952 bis 1967 schon einmal gehörte.

### Oberleitungsbus (1941–1968)
Die ersten beiden Oberleitungsbus-Linien in Gießen nahmen ihren Betrieb Ende April 1941 auf. Sie dienten vorwiegend der Verbindung zwischen den zahlreichen Militäreinrichtungen und dem Bahnhof. Im November 1942 gab es bereits fünf Obuslinien:
- 1: Bahnhof–Südanlage–Ludwigsplatz–Grünberger Straße–Volkshalle–Fliegerhorst
- 2: Bahnhof–Südanlage–Ludwigsplatz–Licher Straße–Graudenzer Straße–Verdunkaserne
- 3: Schubertstraße (Lazarett)–Ludwigstraße–Ludwigsplatz–Verdunkaserne
- 4: Selterstor–Frankfurter Straße–Kleinlinden
- 5: Ringlinie Bahnhof–Wallanlagen (im Uhrzeigersinn)–Bahnhof

Die im Bombenkrieg zerstörten Abschnitte
- Graudenzer Straße–Verdunkaserne und
- Schubertstraße–Ludwigsplatz

sowie die Ringlinie wurden nach 1945 nicht wieder in Betrieb genommen. Dafür baute man 1949 eine Strecke in den westlichen Vorort Heuchelheim. Das Netz umfasste damit drei Linien:
- 1: Klein-Linden–Rödgener Straße (ehem. Fliegerhorst)
- 2: Bahnhof–Graudenzer Straße
- 4: Bahnhof–Liebigstraße–Selterstor–Goetheschule–Oswaldsgarten–Hessenhalle–Heuchelheim Ost–Bahnstraße–Ludwig-Rinn-Straße–Haag in Heuchelheim

Die Linie 4 nach Heuchelheim war wirtschaftlich kein Erfolg und wurde Ende 1957 eingestellt.
Wie 25 Jahre zuvor bei der Straßenbahn war auch beim Obus die Linie 5 nach Wieseck die letzte Erweiterung (1963) vor der Stilllegung:
- 5: Bahnhof–Bahnhofstraße–Westanlage–Neustadt–Marktplatz–Walltor–Marburger Straße–Wieseck

womit erstmals ein Obus das Stadtzentrum am Marktplatz erreichte.
Kurz darauf nahte das Ende des Gießener Obusbetriebs. Bereits im folgenden Jahr (1964) wurde die Linie 2 auf Dieselbusse umgestellt. 1966 folgte die Linie 1. Am 23. Dezember 1968, nach nur fünf Jahren elektrischem Betrieb auf dieser Linie, wurde schließlich auch die 5 auf Dieselbusse umgestellt. Dies war das Ende von 59 Jahren elektrischem spurgebundenem Stadtverkehr in Gießen und von 27 Jahren Obusbetrieb, dem ersten und lange Zeit größten in Hessen.
In Gießen kamen unter anderem Oberleitungsbusse der Typen ÜHIIIs (drei Wagen, Nummern 16 bis 18) und HS 160 OSL zum Einsatz.

### Biebertalbahn (1898–1963)
1898 wurde eine 8,9 Kilometer lange meterspurige Kleinbahn von Gießen entlang des Flusses Bieber in den gleichnamigen Ort (heute ein Ortsteil von Biebertal) in Betrieb genommen. Die Eröffnung der Obuslinie 4 nach Heuchelheim im Jahr 1949 führte dazu, dass die Bahn den Personenverkehr auf der Biebertalbahn zum 14. April 1952 einstellte. 

## Nahverkehr in Gießen heute

### Stadtbusverkehr

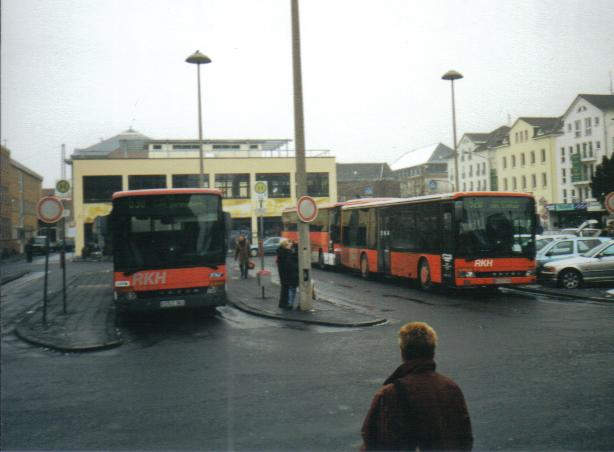
Zwei Busse am Gießener Bahnhof (2002)

Die Stadtwerke Gießen (SWG) betreiben heute mit ihrer Tochtergesellschaft MIT.BUS ein reines Omnibusnetz mit 14 Linien im Rhein-Main-Verkehrsverbund. Hinzu kommen zwei Linien mit unterschiedlichem Verlauf zwischen Gießen und Wetzlar: Die Linie 11 der Wetzlarer Verkehrsbetriebe (WVB) und die Linie 24, die seit April 2009 eigenwirtschaftlich von der ESE Verkehrsgesellschaft mbH (ein Unternehmen von Erletz und Schwalb) betrieben wird sowie vorher von SWG und WVB gemeinsam befahren wurde. Der Betrieb der Linien 800, 801 und 802 wurde bis zum 13. Dezember 2009 von der SWG gemeinsam mit der Regionalverkehr Kurhessen GmbH durchgeführt.
Wichtigste Knotenpunkte sind der Marktplatz und der Berliner Platz. Zum Herbst 2005 wurden die Linien nach Wiedereröffnung des umgebauten Marktplatzes neu geordnet. Anlass war, dass die Busse nicht mehr an der neuen schmalen Haltestelle Marktplatz stehen und diese sich somit nicht für Pausenzeiten oder als Endhaltestellen eignet. Das bisherige Rendezvoussystem wurde dafür in den Hauptverkehrszeiten aufgegeben. Eine weitere wichtige Änderung war die Abschaffung der Hochschulringlinie, die mit zu langem Umlauf keinerlei Anschlüsse hatte und zudem unwirtschaftlich war. Für die neue Linie 10 durch das Südviertel zu den Unistandorten genügten damals dagegen zwei statt drei Busse. Seit dem Wintersemester 2013/14 wurde der Fahrplan der Linie 10 mit zusätzlichen Fahrten während des Semesters und bis 22:30 Uhr verdichtet. Zum Fahrplanwechsel im Dezember 2014 wurde die Linie 1 bis Lützellinden verlängert, da die Linie 11 der Wetzlarer Verkehrsbetriebe die Stadtteile Lützellinden und Allendorf seither nicht mehr bedient. Zwischen dem Fahrplanwechsel am 13. Dezember 2015 und dem 5. Juni 2016 verkehrte die Linie 13 nicht mehr auf dem Abschnitt Dialysezentrum – Finanzamt. Ab der Haltestelle Georg-Haas-Straße verkehrte sie durch den Schlangenzahl bis zur dortigen gleichnamigen Endhaltestelle. Nach Anwohnerprotesten wurde die Linie 13 zum 5. Juni 2016 wieder zum Dialysezentrum geführt. Als Ersatz für die Linie 13 wurde nun die Linie 3 in der Hauptverkehrszeit über die Haltestelle Schwarzacker hinaus zum Schlangenzahl verlängert. Aufgrund zunehmender Gewalt und Übergriffe auf Busfahrer und andere Fahrgäste, vor allem auf der Linie 1, wurden seit Sommer 2015 einige Fahrzeuge mit Video-Überwachung ausgerüstet. Seit dem 1. Oktober testen die Stadtwerke in 9 Fahrzeugen auf den Linien 3, 12 und 13 ein neues Ticketsystem, wofür ein WLAN Router benötigt wird, der außerdem für Fahrgäste kostenloses WLAN bereitstellt. Dieser Versuchsbetrieb verlief bis Ende Januar. Seit dem Fahrplanwechsel im Dezember 2017 verkehrt die Linie 10 auch am Wochenende im 60-Minuten-Takt. Seit Dezember 2018 verkehren die neuen Linien 15 und 17. Die 15 verkehrt werktags im 30-Minuten-Takt und dient zur Auslastung der stark nachgefragten Linie 5 nach Wieseck und erschließt unter anderem das Neubaugebiet Wellersburgring. Die Linie 17 ergänzt ebenfalls im werktäglichen 30-Minuten-Takt die Linie 1 zwischen dem Gießener Bahnhof und der Haltestelle Sophie-Scholl-Schule und erschließt das Konversionsgebiet "Am alten Flughafen".
Die heutigen Linien sind:
| Linie  | Strecke                                                                                                 | Bemerkung | Takt (Mo–Fr) |
| 1      | Lützellinden → Allendorf → Kleinlinden → Friedrichstraße → Berliner Platz → Rödgen                      | | 15-Min. |
| 2      | Bahnhof → Marktplatz → Berliner Platz → Eichendorffring → (Rivers-Automeile → Europaviertel)            | Werktags in den Hauptverkehrszeiten stündliche Weiterfahrt mit einem Linientaxi; Werktags Linientausch am Bahnhof, fährt weiter als Linie 5 nach Wieseck                                      | 15-Min. |
| 3      | Schlangenzahl → Schwarzacker → Berliner Platz → Marktplatz → Friedhof                                   | Abwechselnd mit der Linie 13. Der Abschnitt Schlangenzahl – Schwarzacker wird ab Samstagnachmittag und an Sonn- und Feiertagen nicht bedient.                                                 | 30-Min. (mit Linie 13 15-Min.) |
| 5      | Bahnhof → Marktplatz → Behördenzentrum → Wiesecker Weg → Wieseck Greizer Straße                         | Werktags Linientausch am Bahnhof, fährt weiter als Linie 2 zum Eichendorffring | 15-Min. (HVZ: 7,5-Min.) |
| 6      | Berliner Platz → Schiffenberg                                                                           | nur an Sonn- und Feiertagen, weiter als Linie 12 zur Sandfeldschule | 60-Min. |
| 7      | Ev. Krankenhaus → Marktplatz → Berliner Platz → Philosophenwald                                         | | 30-Min. |
| 9      | Marktplatz → Berliner Platz → Alfred-Bock-Straße                                                        | Linientaxi, verkehrt nicht an Sonn- und Feiertagen | 60-Min. |
| 10     | Bahnhof → Naturwissenschaften → Unterhof → Philosophikum                                                | | 15/30-Min. |
| 12     | Sandfeldschule → Behördenzentrum → Marktplatz → Gewerbegebiet West                                      | An Sonn- und Feiertagen von Sandfeldschule bis Berliner Platz, danach weiter als Linie 6 zum Schiffenberg; Sonn- und Feiertags kein Betrieb auf dem Abschnitt Marktplatz – Gewerbegebiet West | 30-Min. |
| 13     | Dialysezentrum → Berliner Platz → Marktplatz → Friedhof                                                 | Abwechselnd mit der Linie 3, verkehrt nicht ab Samstagnachmittag und an Sonn- und Feiertagen                                                                                                  | 30-Min. (mit Linie 3 15-Min.) |
| 15     | Bahnhof → Marktplatz → Behördenzentrum → Wiesecker Weg → Wieseck Burgenring                             | | 30-Min. |
| 17     | Bahnhof → Johanneskirche → Berliner Platz → Sophie-Scholl-Schule → Lufthansastraße                      | Verkehrt nur werktags. Fahrtweg im Gewerbegebiet "Am alten Flughafen" wird nach Fertigstellung der baulichen Maßnahmen noch angepasst.                                                        | 30-Min |
| 18     | Bahnhof → Berliner Platz → Philosophikum                                                                | Betriebsstart am 18. Oktober 2021. Betrieb nur an Vorlesungstagen der Universität Gießen. | 60-Min |
| 800    | (Rathenaustraße) → Berliner Platz → Marktplatz → Weststadt → Launsbach → Wißmar → Krofdorf-Gleiberg     | In Schwachverkehrszeit als Ersatz für die Linien 801 und 802 | einzelne Fahrten |
| 801    | Pistorstraße → Philosophikum → Ostschule → Berliner Platz → Marktplatz → Weststadt → Launsbach → Wißmar | | 30-Min. |
| 802    | Philosophikum → Berliner Platz → Marktplatz → Weststadt → Krofdorf-Gleiberg                             | | 30-Min. |
| Nummer | Linienweg                                                                                               | Erläuterung | Takt |
| 11     | Gießen, Johanniskirche → Liebigstraße → Kleinlinden → WZ-Dutenhofen → Wetzlar                           | Alleinbetreiber sind die Wetzlarer Verkehrsbetriebe | 30/60-Min. |
| 24     | Bahnhof → Marktplatz → Weststadt → Heuchelheim → Lahnau → Wetzlar                                       | Von April 2009 bis Dezember 2020 eigenwirtschaftlich von der ESE Verkehrsgesellschaft mbH betrieben. Seitdem Notvergabe an ESE bis Dezember 2022. Danach Ausschreibung durch VLDW.            | 15/30-Min. (Gießen-Heuchelheim) 30/60-Min. (Gießen-Wetzlar) (in HVZ alle 60-Min. als X24 verkehrender Schnellbus zwischen Gießen und Wetzlar) |

Außerdem wurde ab 17. auf 18. Oktober 2008 der Betrieb von kostenlosen Nachtbussen eingeführt, die von der Mitbus GmbH betrieben werden.
Die Linien fahren in den Nächten von Freitag auf Samstag, Samstag auf Sonntag und vor Feiertagen. Sie verkehren alle 60 Minuten zwischen 00:27 Uhr und 04:27 Uhr. auf folgenden Linien:
| Linie  | Strecke | Bemerkung                                |
| Venus  | Berliner Platz →Bahnhof → Gewerbegebiet West → Weststadt → Berliner Platz → Wieseck → Kantstraße → Berliner Platz              | Rundverkehr                              |
| Saturn | Berliner Platz → Kleinlinden → Max-Reger-Straße → Unterhof → Berliner Platz → Eichendorffring → Studentendorf → Berliner Platz | Rundverkehr                              |
| Aegir  | Waldstadion → Rödgen | Anschlusstaxi nach Anmeldung beim Fahrer |
| Phoebe | Kleinlinden Waldweide → Kleinlinden Hermann-Löns-Straße → Allendorf → Lützellinden                                             | Anschlusstaxi nach Anmeldung beim Fahrer |

### Regionalverkehr
Die folgenden Linien von und nach Gießen werden von mehreren Verkehrsgesellschaften betrieben:
| Linie | Strecke                                                                                 | Betreiber                               | Bemerkungen                                                             |
| GI-21 | Gießen Bf → Annerod → Reiskirchen → Ettingshausen / Lindenstruth (→ Grünberg)           | VGO, Subunternehmen: WeFra              |                                                                         |
| GI-22 | Gießen Bf → Steinbach → Albach (→ Annerod)                                              | VGO, Subunternehmen: WeFra              |                                                                         |
| GI-25 | Gießen Johanneskirche → Buseck → Bersrod → Reinardshain                                 | VGO, Subunternehmen: Schwalb            |                                                                         |
| GI-41 | Gießen → Heuchelheim → Rodheim-Bieber → Königsberg                                      | VGO, Subunternehmen: ESE                |                                                                         |
| GI-42 | Gießen → Heuchelheim → Rodheim-Bieber → Frankenbach → Erda (→ Niederweidbach)           | VGO, Subunternehmen: ESE                |                                                                         |
| GI-43 | (Gießen AHF-Schule) → Krumbach → Kirchvers → Weipoltshausen                             | VGO, Subunternehmen: ESE                |                                                                         |
| GI-44 | Gießen Bf → Heuchelheim → Rodheim-Bieber → Königsberg → Frankenbach                     | VGO, Subunternehmen: ESE                | verkehr seit Fahrplanwechsel 2024 nun zwischen Wettenberg und Biebertal |
| 310   | Gießen Mühlstraße → Kleinlinden → Großen Linden → Hüttenberg → Rechtenbach              | VLDW, Subunternehmen: Medenbach Traffic |                                                                         |
| 371   | Gießen Hbf → Lollar → Staufenberg → Allendorf/Lda → Londorf → Rüddingshausen → Grünberg | VGO, Subunternehmen: Erletz             |                                                                         |
| 372   | Gießen Hbf → Garbenteich → Lich → Laubach → Schotten                                    | VGG                                     |                                                                         |
| 375   | Gießen → Pohlheim → Lich → Hungen                                                       | VGG                                     |                                                                         |
| 377   | Gießen → Pohlheim → Eberstadt/Gambach                                                   | VGG                                     |                                                                         |
| 378   | Gießen → Leihgestern → Großen Linden → Gießen Bf                                        | WeFra                                   |                                                                         |
| 379   | Gießen → Großen Linden → Leihgestern → Gießen Bf                                        | WeFra                                   |                                                                         |